# Женская сборная Бельгии по баскетболу 3×3
Женская сборная Бельгии по баскетболу 3×3 представляет Бельгию на международных соревнованиях по баскетболу 3×3. Управляющим органом является Федерация баскетбола Бельгии (фр. Basketball Belgique, нидерл. Basketbal België, нем. Basketball Belgien, англ. Basketball Belgium).
По состоянию на 17 августа 2024, женская сборная Бельгии по баскетболу 3×3 занимает 72-е место в мировом рейтинге ФИБА женских сборных по баскетболу 3×3.

## Результаты выступлений
| Турнир                             | Золото | Серебро | Бронза | Всего |
| ---------------------------------- | ------ | ------- | ------ | ----- |
| Чемпионат мира по баскетболу 3×3   | 0      | 0       | 1      | 1     |
| Чемпионат Европы по баскетболу 3x3 | 0      | 0       | 1      | 1     |
| Европейские игры                   | —      | —       | —      | —     |
| Итого                              | 0      | 0       | 2      | 2     |

### Чемпионат мира по баскетболу 3x3
| Год            | Место          | Игры           | Победы         | Поражения      | Состав команды                                         |
| -------------- | -------------- | -------------- | -------------- | -------------- | ------------------------------------------------------ |
| 2012           | не участвовали | не участвовали | не участвовали | не участвовали | не участвовали                                         |
| Москва 2014    | 3              | 9              | 8              | 1              | Hind B*****, Sara L*****, Stephanie Medjo, Ann Wauters |
| 2016—2019      | не участвовали | не участвовали | не участвовали | не участвовали | не участвовали                                         |
| Антверпен 2022 | 8              | 5              | 3              | 2              | Ine Joris, Becky Massey, Laure Resimont, Julie Vanloo  |
| 2023           | не участвовали | не участвовали | не участвовали | не участвовали | не участвовали                                         |

### Чемпионат Европы по баскетболу 3x3
| Год           | Место          | Игры           | Победы         | Поражения      | Состав команды                                                                 |
| ------------- | -------------- | -------------- | -------------- | -------------- | ------------------------------------------------------------------------------ |
| Бухарест 2014 | 3              | 6              | 5              | 1              | Hind B*****, Sara L*****, An-Katrien Nauwelaers, Anne-Sophie Strubbe           |
| Бухарест 2016 | 11             | 2              | 0              | 2              | Alice Bremer, Marjorie Carpréaux, Manon Descamps, Sofie Hendrickx              |
| 2017          | не участвовали | не участвовали | не участвовали | не участвовали | не участвовали                                                                 |
| Бухарест 2018 | 7              | 3              | 1              | 2              | Heleen Ria T. Adams, Romina Ciappina, Jaleesa Omer A. Maes, Fannie Vandesteene |
| 2019          | не участвовали | не участвовали | не участвовали | не участвовали | не участвовали                                                                 |
| Париж 2021    | 11             | 2              | 0              | 2              | Lut De Meyer, Becky Massey, Laure Resimont, Marie Vervaet                      |
| 2022—н. в.    | не участвовали | не участвовали | не участвовали | не участвовали | не участвовали                                                                 |

### Европейские игры
| Год       | Место          | Игры           | Победы         | Поражения      | Состав команды                                                      |
| --------- | -------------- | -------------- | -------------- | -------------- | ------------------------------------------------------------------- |
| Баку 2015 | 12             | 4              | 1              | 3              | Hind Ben Abdelkader, Sara Leemans, Anne-Sophie Strubbe, Ann Wauters |
| 2019—2023 | не участвовали | не участвовали | не участвовали | не участвовали | не участвовали                                                      |